# 도쿄도도·가나가와현도 제6호선

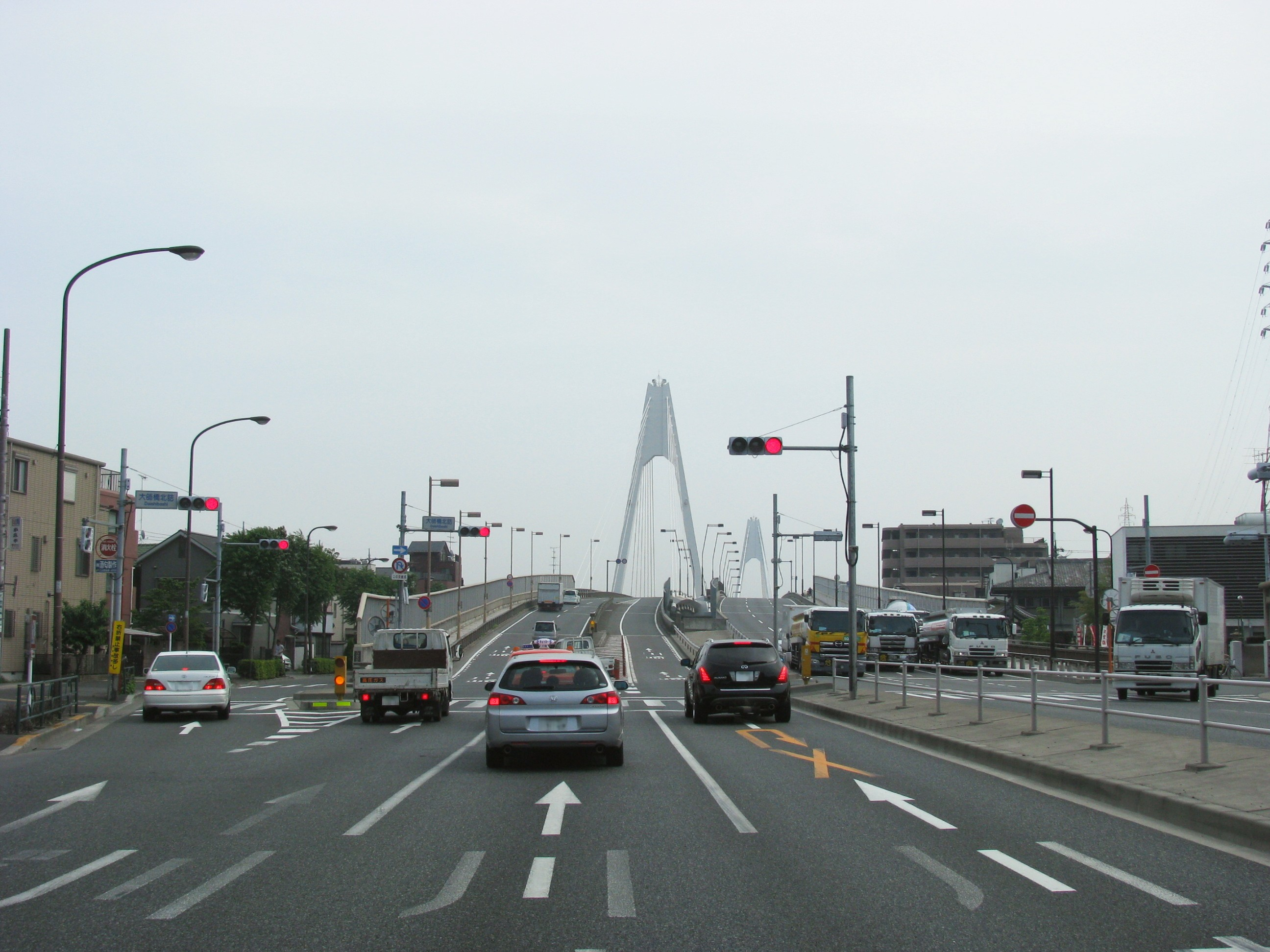
오타구 하네다 부근 (2011년 5월 21일)

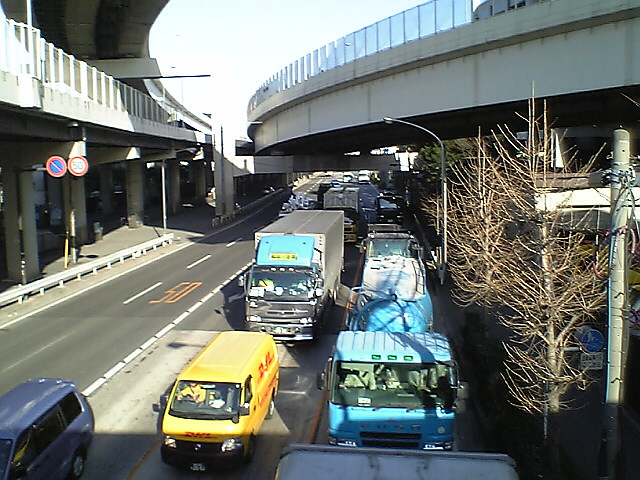
나마무기 분기점 부근 (2006년 1월)

6번 도쿄도도·가나가와현도(일본어: 東京都道・神奈川県道6号東京大師横浜線→도쿄도도·가나가와현도 6호 도쿄 다이시-요코하마선)는 도쿄도 오타구에서 가나가와현 요코하마시까지 이르는 주요 지방도로, 총 연장은 10.8 km이다. 또한 통칭은 산업도로(産業道路)이다.

## 노선 정보
- 기점 : 도쿄도 오타구 오모리히가시(일본어판, 중국어판) 2초메 (오모리 경찰서(일본어판) 앞 교차로)
- 종점 : 가나가와현 요코하마시 쓰루미구 나마무기(일본어판) (다이코쿠초 교차로)
- 주요 경유지 : 가나가와현 가와사키시 가와사키구
- 노선 연장 : 다음과 같음
  - 도쿄도 구간 - 763 m (실제 연장, 2013년 4월 1일 기준)[1]
  - 가와사키시 구간 6,540 m (실제 연장, 2013년 4월 1일 기준)[2]
  - 요코하마시 구간 3,520 m (실제 연장, 2014년 4월 1일 기준)[3]

## 노선 개황
통칭으로 산업도로라는 표현으로 알려져 왔듯이, 트럭의 왕래가 매우 잦다. 또한, 가나가와현 일대에서는 수도고속도로 가나가와 1호선 요코하네선이 서로 평행한 구조를 이룬다.

### 통칭명
- 산업도로

### 도시계획 노선명
- 방사 17호선 (오타구 하네다에 한함)

### 중복 구간
- 국도 제131호선 (도쿄도 오타구 오모리히가시 2초메 오모리 경찰서 앞 교차로 - 오타구 히가시코지야 오토리이 교차로)

### 도로 시설
도로 시설에는 다이시교가 유일하다. 오타구에서 가와사키시 가와사키구까지 흘러드는 강인 다마강을 넘어가고 있는 이 도로의 전용 교량이다.

## 지리

### 통과하는 지자체
- 도쿄도
  - 오타구
- 가나가와현
  - 가와사키시 (가와사키구)
  - 요코하마시 (쓰루미구)

### 교차하는 도로
- 국도
  - 국도 제15호선
  - 국도 제131호선
  - 국도 제409호선 (일본)(일본어판)
  - 국도 제132호선
- 도도, 현도
  - 도쿄도도 제311호선
  - 가나가와현도 제101호선

## 같이 보기
- 다이시바시역 (옛 명칭 - 산교도로역)
- 도쿄도의 도도 목록
- 가나가와현의 현도 목록
- 간토 지방의 도도 목록(일본어판)

## 참고 문헌
- 内務省道路改良会発行『道路の改良』 1920年（大正9年）- 1944年（昭和19年）
  - 第7巻第11号（P95 - 97）地方通信『神奈川県下府県道改築工事竣工[깨진 링크(과거 내용 찾기)]』 1925年（大正14年）11月
  - 第14巻第9号（P176）地方通信『模範的可動橋計畫』 1932年（昭和7年）9月
  - 第18巻第6号（P140）地方通信 『神奈川県県下府県道路計画の内容』 1936年（昭和11年）6月
  - 第18巻第10号（附録『指定府縣道竝指定地方費道一覧（一）』 1936年（昭和11年）10月
  - 第21巻第12号（P106 - 117）神奈川縣土木部道路課 『大師橋に就て』1939年（昭和14年）12月